# James E. Newcom
James E. Newcom (29 de agosto de 1905 — 6 de outubro de 1990) é um editor estadunidense. Venceu o Oscar de melhor montagem na edição de 1940 por Gone with the Wind.